# Hybos jilinensis
Hybos jilinensis är en tvåvingeart som beskrevs av Yang 1988. Hybos jilinensis ingår i släktet Hybos och familjen puckeldansflugor. Inga underarter finns listade i Catalogue of Life.